# Toca
Toca là một khu tự quản thuộc tỉnh Boyacá, Colombia. Thủ phủ của khu tự quản Toca đóng tại Toca Khu tự quản Toca có diện tích ki lô mét vuông. Đến thời điểm ngày 28 tháng 5 năm 2005, khu tự quản Toca có dân số 10147 người.